# Aerosucre Airlines
Aerosucre Airlines, S.A. fue una aerolínea de Venezuela de capital privado con base de operaciones en el Aeropuerto Internacional Antonio José de Sucre que sirve a la ciudad de Cumaná. La compañía se convirtió en la Aerolínea Regional del Estado Sucre, después de la aprobación por parte de la Gobernación del Estado Sucre, ofreciendo diversos destinos nacionales e internacionales. 

## Historia
En julio del año 2009 nace en la ciudad de Cumaná capital del Estado Sucre, la Empresa Aerosucre Airlines S.A "Alas de Sucre".
Fundada por el Empresario Judío Venezolano Julio Arias, la empresa surge por la falta de vuelos en los Aeropuertos de Sucre (Cumaná, Carúpano y Guiria) con la idea de adquirir aviones turbohélices del modelo Jetstream 32 para realizar vuelos entre los aeropuertos de Sucre y extender las operaciones a ciudades como Caracas, Margarita y Barcelona.
El 17 de octubre del año 2009, el Gobierno Regional del Estado Sucre realiza una alianza estratégica con la aerolínea para prestar servicio de Transporte Aéreo a nivel nacional para así impulsar el turismo del Estado Sucre. Las rutas propuestas fueron las ciudades de: Maiquetía, Barcelona , Maracaibo, Porlamar, Valencia, Puerto Ordaz, Barquisimeto y Maturín, así como también realizar vuelos internacionales a Trinidad, Aruba, Curazao, Quito, Punta Cana y La Habana. Esto se haría con aviones de la empresa brasileña Embraer. Los modelos que se utilizarían serían el Embraer 145 (vuelos regionales) y Embraer 190 (vuelos internacionales). 
En noviembre del año 2009, no se logró el convenio con Embraer para la adquisición de estas modernas naves, por lo que la empresa adquirió 3 Boeing de la serie 737-200 con una configuración de 120 asientos. 
En enero del 2010, el Gobierno del Estado Sucre y el Gobierno del Estado Portuguesa realizaron un intercambio turístico empresarial con la aerolínea y fue invitada para negociar y apoyar la creación de una ruta entre Cumaná y Guanare. El proyecto se llamaría LAP (Línea Aérea del Estado Portuguesa). Este convenio se firmó en la ciudad de Guanare el 20 de enero de 2010, Corpotur y la Gobernación del Estado de Portuguesa se comprometieron en proporcionar una aeronave del modelo ATR-42 con una capacidad de 50 asientos y una aeronave de fabricación china MA60 para realizar rutas como Guanare y Acarigua hacia la ciudad de Cumaná para fortalecer los lazos entre estas ciudades en el desarrollo de la actividad turística, cultural y comercial entre ambos estados. Por motivos políticos este acuerdo nunca se llevó a cabo pese a las fuertes negociaciones que se mantuvieron entre ambos estados. 

## Cese

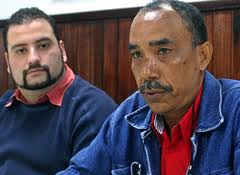
Izq.Julio Arias Fundador Aerosucre Airlines, Der.Angelsio Monasterio Secretario General de Gobierno

En mayo del año 2010 la empresa cerró, debido a las incesantes presiones por parte de la Autoridad Aeronáutica Venezolana ejercida por su Presidente el Capitán José Luis Martínez Bravo quien intentaba por todos los medios politizar la compañía, la empresa solo se apoyaba del Gobierno Regional no por su política sino por ser una empresa regionalista de Sucre que buscaba el impulso del turismo y el transporte aéreo, proyecto como en su momento había iniciado la extinta Oriental de Aviación, por todos estos motivos al ser inviable la continuidad de la empresa, se convocaron a los 70 empleados de la compañía y todos los proveedores para comunicarles que por toda esta insostenible situación la empresa cerraba.
En septiembre de 2010 la sociedad fue adquirida y fusionada con el Consorcio Venezolano de Industrias Aeronáuticas y Servicios Aéreos, S.A, pasando todo el esquema de negocio y flota a Conviasa.   
La aerolínea contaba en su flota las siguientes aeronaves:
- Boeing 737-200